# 콘실리에레
콘실리에레(이탈리아어: Consiglière, 이탈리아어 발음: [konsiʎˈʎɛːre], 영어: 콘실리에리, 영어 발음: /ˌkɒnsɪliˈɛəri/)는 코사 노스트라, 드랑게타, 아메리칸 마피아의 계급 구조에서 리더십 역할의 직책을 의미한다. 마피아 패밀리 보스의 고문이자 때로는 상사의 오른팔이기도 하다. 직책의 특성상, 콘실리에레는 보스와 논쟁을 할 수 있는 몇 안 되는 패밀리 중 한 명이다. “콘실리에레”를 잘아는 사람들에 한해서 “콘실리에레”는 그들에게 굉장한 존경을 받는 직업인 만큼 굉장히 고되고 올라가기 힘든 직책임을 뜻한다 보스, 언더보스, 콘실리에레는 마피아의 '행정'을 구성한다.

## 각종 매체에서의 출연
- 2021년 드라마 빈센조 - 송중기 (빈센조 역)
- 1972년 영화 대부 - Robert Duvall (Tom Hagen 역)